# Vicente González
Vicente González (1904) è stato un calciatore argentino, di ruolo attaccante.

## Biografia
Nato a Mendoza, aveva tre fratelli calciatori come lui: Julio, Carlos ed Emilio.

## Caratteristiche tecniche
Giocava come ala sinistra. Era magro, di statura media e aveva un fisico tonico; era dotato di rapidità e potenza, doti fisiche cui andava ad aggiungersi l'abilità tecnica. Ricoprì anche il ruolo di interno sinistro.

## Carriera

### Club
González iniziò a giocare a calcio nel Gutenberg Football Club, militando nella Cuarta División, una delle formazioni giovanili. Giocando per questa squadra si mise in evidenza, e venne notato dai tecnici del Gimnasia y Esgrima di Mendoza: passò dunque a tale club. Fu promosso in prima squadra insieme ai fratelli Emilio e Julio; nel 1921 la divisione tra federazioni calcistiche a Mendoza portò il Gimnasia a disputare partite d'esibizione contro formazioni di Buenos Aires: giocando contro Huracán e Boca Juniors risaltò per le sue abilità, tanto da guadagnarsi la convocazione in Nazionale. Proseguì nel Gimnasia fino al 1925, anno in cui lui e Julio furono acquistati dall'Independiente Rivadavia, il cui presidente Bautista Gargantini corrispose loro un piccolo emolumento; di fatto, fu uno dei primi esempi di professionismo nel calcio argentino, giacché il dilettantismo allora in vigore non permetteva di pagare i calciatori. Rimase per alcuni anni all'Independiente, e nel 1930 passò a disputare il campionato nazionale per la prima volta, trasferendosi allo Sportivo Palermo insieme ai fratelli Carlos e Julio, rispettivamente ala destra e interno destro. Esordì nel torneo l'8 marzo 1931, alla 30ª giornata, giocando contro l'Huracán; in 5 partite segnò 3 volte. In seguito tornò a militare in massima serie con Independiente (Avellaneda) e Ferro Carril Oeste, tra il 1932 e il 1933.

### Nazionale
Prese parte al Sudamericano 1921 a Buenos Aires: debuttò il 16 ottobre contro il Paraguay all'Estadio Iriarte y Luzuriaga. Giocò poi la sua seconda e ultima partita in Nazionale contro l'Uruguay: la rete decisiva di Libonatti in tale incontro fu favorita da un'azione dello stesso González.

## Statistiche

### Cronologia presenze e reti in Nazionale
| Cronologia completa delle presenze e delle reti in nazionale ― Argentina | Cronologia completa delle presenze e delle reti in nazionale ― Argentina | Cronologia completa delle presenze e delle reti in nazionale ― Argentina | Cronologia completa delle presenze e delle reti in nazionale ― Argentina | Cronologia completa delle presenze e delle reti in nazionale ― Argentina | Cronologia completa delle presenze e delle reti in nazionale ― Argentina | Cronologia completa delle presenze e delle reti in nazionale ― Argentina | Cronologia completa delle presenze e delle reti in nazionale ― Argentina |
| Data                                                                     | Città                                                                    | In casa                                                                  | Risultato                                                                | Ospiti                                                                   | Competizione                                                             | Reti                                                                     | Note                                                                     |
| ------------------------------------------------------------------------ | ------------------------------------------------------------------------ | ------------------------------------------------------------------------ | ------------------------------------------------------------------------ | ------------------------------------------------------------------------ | ------------------------------------------------------------------------ | ------------------------------------------------------------------------ | ------------------------------------------------------------------------ |
| 16/10/1921                                                               | Buenos Aires                                                             | Argentina                                                                | 3 – 0                                                                    | Paraguay                                                                 | Campeonato Sudamericano de Football                                      | 0                                                                        |                                                                          |
| 30/10/1921                                                               | Buenos Aires                                                             | Argentina                                                                | 1 – 0                                                                    | Uruguay                                                                  | Campeonato Sudamericano de Football                                      | 0                                                                        |                                                                          |
| Totale                                                                   |                                                                          | Presenze                                                                 | 2                                                                        |                                                                          | Reti                                                                     | 0                                                                        |                                                                          |

## Palmarès

### Club

#### Competizioni nazionali
- Liga Mendocina de Fútbol: 2

Gimnasia: 1922, 1923

### Nazionale
- Campeonato Sudamericano de Football: 1

Argentina 1921